# Christopher Blackett
Christopher Blackett (1751-25 de enero de 1829) fue un empresario británico, propietario de la mina de carbón de Wylam (Northumberland), para la que se construyó la Puffing Billy, la primera locomotora de vapor comercial capaz de funcionar valiéndose de la adherencia entre rueda y carril. También fue el propietario fundador del periódico The Globe en 1803.

## Semblanza
Blackett pertenecía a la familia de los Blackett de Wylam. Era el hijo mayor del segundo matrimonio de John Blackett,  Alto Sheriff de Northumberland, cuya familia descendía de Christopher Blackett, un hermano mayor de Sir William Blackett; y de Alice Fenwick, única heredera de su padre. En 1659, el señorío de Wylam, rico en carbón, pasó por herencia de los Fenwick a Christopher Blackett (un antepasado del mismo nombre), y alrededor de 1748 John Blackett construyó la vía de Wylam para vagonetas. Esto permitió que el carbón se transportara a cinco millas de distancia desde la mina de Wylam hasta los embarcaderos de Lemington, entonces en el río Tyne.
Christopher Blackett heredó el señorío de la mansión de Wylam y sus minas en 1800. Antes de esto, había sido Director del Correo de Newcastle y agente de las minas de plomo de Blackett-Beaumont, en los Peninos del Norte.
En 1804, encargó una locomotora a Richard Trevithick. Christopher Blackett era dueño del periódico Globe en Londres, que había fundado en 1803, y el historiador Norman Hill sugiere que es a través del periódico como se encontró con Trevithick. La máquina solicitada por Blackett a Trevithick debió de ser un trabajo considerable en 1804, siendo realizado por John Whinfield, un mecánico de Pipewell, en Gateshead. Lamentablemente, resultó demasiado pesada para los rieles de madera de la vía, y ni Whinfield ni Blackett pudieron lograr sus objetivos.
Poco después, Blackett ordenó que la vía se equipara con rieles de hierro fundido. Una vez completada esta taea, Blackett le pidió a Trevithick otra locomotora en 1808, pero le dijeron sin más explicaciones que Trevithick había "abandonado el negocio". En consecuencia, Blackett decidió actuar por su cuenta, y dio instrucciones a su supervisor (gerente), William Hedley, con la ayuda de su capataz mecánico, Timothy Hackworth, para que construyeran una locomotora alternativa. Después de varios experimentos, en 1813 y 1814 se construyeron la Puffing Billy y la Wylam Dilly, dos locomotoras capaces de transportar vagones de carbón de Wylam a Lemington. El hijo y heredero de Christopher Blackett, también llamado Christopher Blackett, y su hijo John Frederick Burgoyne Blackett, se convirtieron en miembros del Parlamento. Su hijo menor, el reverendo John Alexander Blackett (1803-1865), en 1855 heredó las propiedades de Whitfield, Northumberland, del tío de su esposa, William Ord, y cambió su nombre a Blackett-Ord.

## Significado
Utilizando las fuentes publicadas como el libro de Philip Brook (lectura adicional), para establecer una conclusión sobre la importancia de Christopher Blackett para el desarrollo de la locomotora de vapor en el Reino Unido, se debe de tener en cuenta que no era un ingeniero, sino un empresario dispuesto a invertir en los rudimentos de la  tecnología de la locomotora de vapor no una, sino dos veces. Por lo tanto, Norman Hill también señala que «La importancia del lugar de Christopher Blackett en la introducción de la locomotora de vapor ha sido tristemente ignorada». Por su parte, Brooks escribió sobre Christopher que «Había sido fundamental al alentar el desarrollo de las locomotoras, y sin su tenacidad, los importantes experimentos realizados, podrían no haber tenido lugar nunca». Aunque se argumente que probablemente podrían haber sucedido en cualquier caso, el hecho es que realmente sucedieron con éxito en Wylam con el patrocinio de Blackett.

## Lecturas relacionadas
- Mountford, Colin E. (2004). The private railways of County Durham. Industrial Railway Society. pp. 3ff.